# Лисимах
Лисима́х (др.-греч. Λυσίμαχος; ок. 361, Пелла — 281 до н. э.) — сподвижник Александра Македонского, диадох, правитель Фракии с 323 года до н. э., царь Македонии с 285 года до н. э. Лисимах родился и вырос в семье выходца из Фессалии Агафокла, который поступил на службу к македонскому царю Филиппу II. Ещё при жизни Филиппа II юного Лисимаха назначили телохранителем-соматофилаком царевича и наследника престола Александра. В этом качестве он прошёл весь Восточный поход Александра Македонского, отличился своей храбростью, был ранен в Индии.
После смерти Александра в 323 году до н. э. Лисимах получил, в изложении Юстина «как храбрейший из всех», в управление самую неспокойную провинцию Македонской империи — Фракию. Вначале его власть распространялась лишь на прибрежные земли возле Чёрного и Эгейского морей. Первые двадцать лет он был занят войнами против фракийцев, придунайских скифов, гетов и бунтовавших греческих полисов, которые проходили с переменным успехом. Во время одного из походов он даже попал в плен к правителю гетов Дромихету, который счёл более выгодным для себя отпустить высокопоставленного пленника домой. Вплоть до 302 года до н. э., хотя Лисимах и участвовал в многочисленных и кровопролитных войнах диадохов за наследство Александра, его роль была незначительной. Владения Лисимаха находились на окраине Македонской империи и не вызывали особого интереса у амбициозных диадохов. Ситуация изменилась во время Четвёртой войны диадохов. К этому времени Лисимах смог собрать сильное войско, а также аккумулировать в казне необходимые для ведения войны средства. В союзе с другими диадохами Селевком и Кассандром он участвовал в битве при Ипсе 301 года до н. э., во время которой погиб Антигон I Одноглазый. При дележе наследства Антигона Лисимах получил в управление большие и богатые территории в Малой Азии. Впоследствии он воевал с наследником Антигона Деметрием Полиоркетом и царём Эпира Пирром. В результате этих войн Лисимах в 285 году до н. э. присоединил к своим владениям Македонию и стал одним из самых могущественных правителей Средиземноморья.
В 283/282 году до н. э. Лисимах приказал убить своего старшего сына и наследника Агафокла. В историографии существует несколько версий такого поступка: интрига молодой жены Лисимаха Арсинои, которая хотела обеспечить престол своим детям; неудавшийся заговор со стороны Агафокла. За смертью Агафокла последовал кризис, которым не преминул воспользоваться Селевк. Он вторгся во владения Лисимаха, официально с целью восстановления справедливости по просьбе вдовы Агафокла Лисандры. Это усилило раскол и часть местной аристократии перешла на сторону Селевка. В последующей битве при Курупедионе в начале 281 года до н. э. Лисимах погиб на поле боя.
При оценке личности Лисимаха античные и современные историки отмечали противоречивость его характера. Среди его положительных качеств выделяют храбрость, сдержанность, скромность, ум, увлечение философией, целеустремлённость и проницательность. Одновременно, в представлении историков, Лисимах был жесток, авторитарен, скуп и подвержен женскому влиянию. Благодаря такому сочетанию Лисимах смог практически с нуля создать одно из самых могущественных государств своего времени, которое перестало существовать вскоре после его смерти.

## Биография

### Происхождение. Участие в походах Александра Македонского
Лисимах родился в столице Македонии Пелле между 361 и 351 годами до н. э. в семье аристократа Агафокла. Согласно античной традиции, Агафокл происходил из фессалийского города Краннона. Феопомп даже называл Агафокла пенестом и скоморохом на пирах македонского царя Филиппа II. По мнению современных историков, Феопомп отрицательно относился к Филиппу II и мог приписать одному из его военачальников низкое происхождение и недостойные действия. Но сыновья Агафокла занимали высокие должности: Алкимах был послом Филиппа II в Афинах, Лисимах — царским телохранителем-соматофилаком, а Филипп — царским пажем-гипаспистом при Александре Македонском. На основании этого факта исследователи считают версию о его низком происхождении практически невероятной. За свою службу Филиппу II Агафокл получил поместье в столице Пелле, а также македонское гражданство, что дало возможность его сыновьям называться македонянами.
Арриан упоминает Лисимаха среди соматофилаков Александра Македонского. Согласно исследованию канадского историка В. Хеккеля, Лисимах был назначен на этот ответственный пост ещё при жизни Филиппа II, то есть до 336 года до н. э. В этом качестве он прошёл весь Восточный поход Александра Македонского с 334 по 323 годы до н. э.

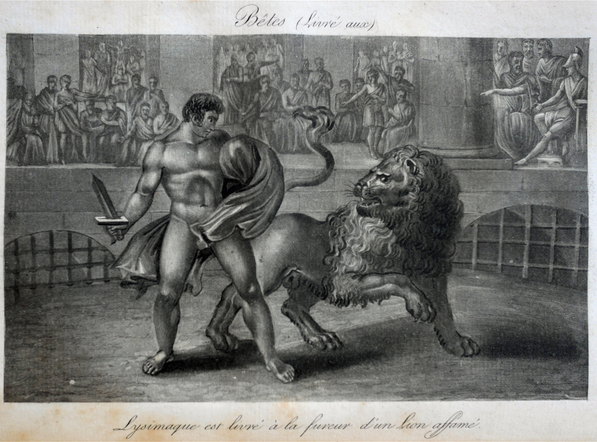
Единоборство Лисимаха со львом. Гравюра 1825 года

Античные источники в различных вариациях сообщают о том, как Лисимах победил льва. Квинт Курций Руф писал, что когда Александр вошёл в загон со львами Лисимах попытался убить того из них, который бросился на царя. Александр оттолкнул Лисимаха со словами, что он сам может постоять за себя. Античный историк подчеркнул, что в Сирии Лисимах уже убил одного льва, который разодрал ему левое плечо до кости. В изложении Юстина, Лисимах дал яд попавшему в немилость Каллисфену, чтобы избавить своего учителя от страданий. Александр приказал бросить Лисимаха в клетку со львом. Однако тот обмотал руку плащом и вырвал животному язык. Мужество Лисимаха настолько поразило царя, что он не только освободил его, но и стал особо ценить своего телохранителя. Победу Лисимаха над львом упоминали также Сенека, Валерий Максим, Плиний Старший, Павсаний и Плутарх.
Сведения об участии Лисимаха в походах Александра разрозненные. В 328 году до н. э. он находился на пиру в Мараканде, на котором Александр убил своего друга Клита. В изложении Квинта Курция Руфа, Лисисмах старался не допустить убийства и даже на какое-то время обезоружил царя. Античные историки передают легенду, как однажды Александр, спрыгивая с коня, случайно ранил Лисимаха копьём, и только царская диадема поверх повязки остановила обильно текущую кровь. Тогда прорицатель Александра Аристандр произнёс: «Этот человек станет царём, но править будет тяжко».
Арриан упоминал Лисимаха в числе участников Индийского похода. Во время штурма Сагалы он был ранен. По окончании похода Лисимах в числе других телохранителей был награждён Александром в Сузах венком.

### Получение власти во Фракии

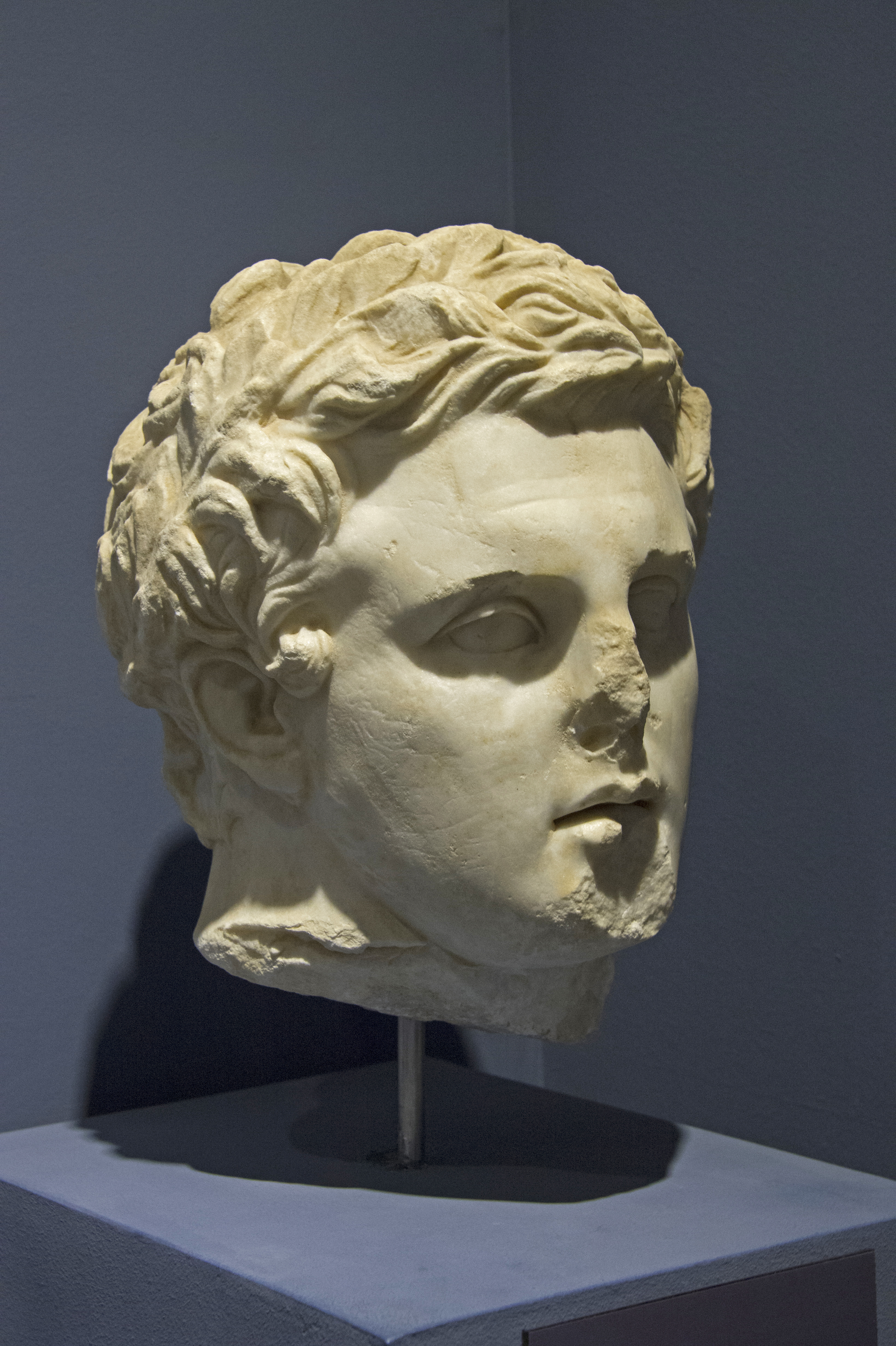
Голова Лисимаха III века до н. э.. Музей древностей в городе Сельчук, Турция

После смерти Александра Македонского в 323 году до н. э. при разделе империи между военачальниками Лисимах получил в управление Фракию. Из всех частей наследства Александра это была самая неспокойная провинция. Незадолго до смерти Александра македонский наместник Фракии Зопирион погиб вместе с войском во время неудачного похода в Ольвию. На этом фоне местный аристократ из рода одрисских царей Тересидов Севт решился на восстание против македонян. На тот момент македоняне правили Фракией 10—15 лет. После более чем полуторавековой истории Одрисского царства фракийцы не воспринимали их в качестве полноправных и законных правителей. Этот фактор способствовал быстрому восстановлению Одрисского царства во главе с представителем бывшей царской династии Севтом. Возрождение одрисской государственности не привело к восстановлению царства в прежних границах. Восстание фракийских племён привело к разделению прежних владений Одрисского царства на две части с размытыми границами — под властью македонян и под властью одрисов.
В историографии выделяют несколько причин назначения Лисимаха стратегом Фракии. Согласно Юстину, «Лисимаху, как храбрейшему из всех, было поручено управление самыми дикими народами». Кроме соответствующих личностных качеств, необходимых для восстановления македонской власти в мятежной области, более важным фактором при назначении Лисимаха было мнение нового регента империи Пердикки. Новый правитель империи считал Лисимаха преданным лично ему военачальником. Для Пердикки более важным было не восстановление власти македонян во Фракии, а создание противовеса Антипатру, наместнику царя в самой Македонии и Греции.
Согласно Диодору Сицилийскому, после прибытия Лисимаха Севт «вывел в поле двадцать тысяч пехотинцев и восемь тысяч всадников». Хоть силы Лисимаха были в несколько раз меньшими, не более четырёх тысяч пеших воинов и только две тысячи всадников, они состояли из ветеранов походов Александра и по качеству подготовки существенно превосходили фракийцев. В результате ожесточённого сражения Лисимах понёс большие потери, «убив врагов во много раз больше». Оба военачальника были вынуждены вернуться в свои лагеря, а сражение не выявило явного победителя. Дальнейшая последовательность событий достоверно неизвестна. Следующее упоминание Севта III в письменных источниках связано с событиями 313 года до н. э. Одновременно, согласно нумизматическим находкам в период между 323 и 313 годами до н. э., одрисы чеканили собственную монету. Возможно, между войсками Севта III и Лисимаха произошло ещё одно сражение. Предположительно, в конечном итоге между двумя правителями Фракии было заключено мирное соглашение, детали которого неизвестны. Севт III правил в области верхнего и среднего течения Тонсоса и не платил дань Лисимаху, то есть взаимоотношения с македонским правителем нельзя назвать вассальными.

### Войны диадохов
Лисимах не участвовал в Первой войне диадохов, в ходе которой Пердикка был убит собственными военачальниками. По одной версии, нейтралитет Лисимаха был обеспечен браком с дочерью Антипатра Никеей. По другой, брак состоялся вскоре после гибели Пердикки. Для Лисимаха женитьба на Никее предполагала союз с Антипатром, новым регентом Македонской империи после гибели Пердикки, что значительно повышало его статус. На последующем разделе империи в Трипарадисе за Лисимахом была сохранена власть во Фракии, а его брат Автодик получил почётную должность царского телохранителя-соматофилака у Филиппа III Арридея. Это свидетельствовало о возросшем влиянии Лисимаха, так как все четыре соматофилака были ближайшими родственниками могущественных диадохов того времени.
Вторая война диадохов (319—315 годы до н. э.) также обошла Фракию стороной. Хоть Лисимах и принял сторону коалиции Кассандра и Антигона, всё его участие ограничилось убийством потерявшего свой флот наварха Полиперхона Клита, который попал в плен к его воинам.
Практически сразу по окончании Второй войны диадохов началась Третья война, в которой Лисимах принял сторону врагов Антигона. Военачальнику был выставлен ультиматум, одним из условий которого была передача Геллеспонтской Фригии Лисимаху. На фоне побед Антигона в Греции и Малой Азии в 313 году до н. э. против Лисимаха восстал греческий причерноморский город Каллатис. К повстанцам присоединились Одессос и Гистрия. Причерноморские города могли рассчитывать на помощь Севта III и скифов, которые хотели расширить своё влияние на земли Лисимаха. По одной из версий, восстание было инспирировано эмиссарами Антигона. Дальнейшие события в изложении Диодора Сицилийского развивались следующим образом. Лисимах спешно отправился против повстанцев. Вначале он осадил Одессос и вынудил его жителей капитулировать, после чего вернул под свой контроль Истрию. Осаде Каллатиса помешало союзное войско фракийцев и скифов. В последовавшем сражении они были разбиты, после чего Лисимах вновь осадил Каллатис. В это время он узнал, что на помощь осаждённым Антигон отправил два войска — одно по суше с командующим Павсанием и второе по морю со стратегом Ликоном. Лисимах принял решение оставить отряд для продолжения осады, а сам с основным войском поспешил на встречу Павсанию. По пути «когда, однако, он достиг проходов Гема, обнаружил, что Севт, фракийский царь, который перешёл к Антигону, защищает переходы с множеством солдат. Ввязавшись в бой, который длился довольно долго, Лисимах потерял немало своих людей, но он уничтожил огромное количество врагов и одолел варваров». Между двумя фракийскими правителями было вновь заключено мирное соглашение. Возможно, оно предполагало брачные союзы. Вслед за победой над фракийцами Лисимах застал врасплох и уничтожил войско Антигона, которое шло на помощь Каллатису. Павсаний был убит, а его воины перешли на сторону Лисимаха или были отпущены за выкуп. В отличие от Павсания флот Ликона беспрепятственно достиг Каллатиса и помог осаждённым. Хоть осада и продолжалась ещё долгое время (при описании событий 310 года до н. э. Диодор Сицилийский упоминал продолжающуюся осаду Каллатиса), Лисимах вышел из противостояния победителем. Он отстоял свои владения, которым угрожало завоевание как со стороны Антигона, так и племенами скифов и фракийцев. Также, согласно одной из версий, в Третьей войне диадохов Лисимаху было поручено охранять проливы и не допустить переход основных сил Антигона в европейскую часть Македонской империи, а также отвлечь часть его войск.
По окончании Третьей войны диадохов за Лисимахом была подтверждена власть над Фракией. Формально область оставалась частью Македонской империи, а Лисимах правил от имени малолетнего сына Александра, который вместе с матерью находился «под опекой» Кассандра в заточении в Амфиполе. Впоследствии Кассандр приказал умертвить формального царя империи, после чего диадохи, в том числе и Лисимах, в 306—305 годах до н. э. объявили себя царями.

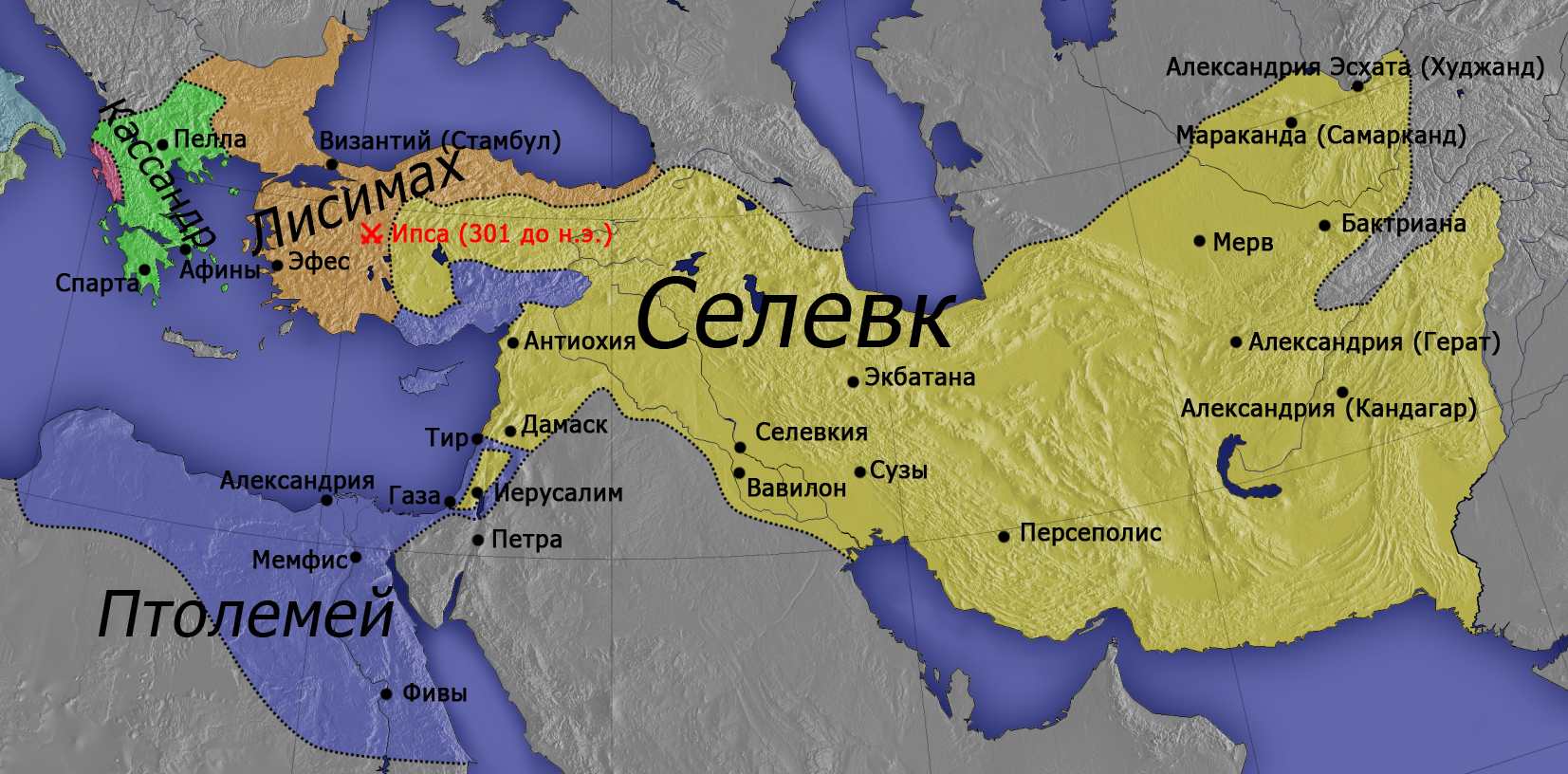
Владения диадохов после битвы при Ипсе 301 года до н. э.

В начале Четвёртой войны диадохов Лисимах помог жителям Родоса. Во время осады острова войсками сына Антигона Деметрия Полиоркета в 305—304 годах до н. э. Лисимах отправил осаждённым 40 тысяч медимнов пшеницы и столько же ячменя. Такая помощь воодушевила родоссцев и после победы они установили статую Лисимаха в городе. В 302 году до н. э. он заключил союз с Кассандром против Антигона и вторгся со своим войском в Азию. Одновременно Лисимах предоставил военачальнику Кассандра Препелаю 6 тысяч воинов и тысячу всадников для завоевания Ионии и Эолиды в Малой Азии. Вначале им сопутствовал успех. Лисимах и Препелай заняли Геллеспонтскую Фригию, множество прибрежных городов и даже Сарды. Также на сторону Лисимаха перешёл военачальник Антигона Доким, который сдал фракийскому царю город Синнады со значительными гарнизоном и запасами оружия, а также царской сокровищницей. На этом фоне в Малую Азию отправился с основным войском Антигон. Однако Лисимах всякий раз уклонялся от решающего сражения, так как ожидал подхода с востока крупного войска Селевка. На этом фоне Антигон был вынужден отозвать войско своего сына Деметрия Полиоркета из Греции.
Во время решающей битвы при Ипсе 301 года до н. э. Антигон погиб, после чего его держава была разделена между победителями. Лисимах, который до этого довольствовался Фракией, получил значительную часть Малой Азии.

### Война с гетами

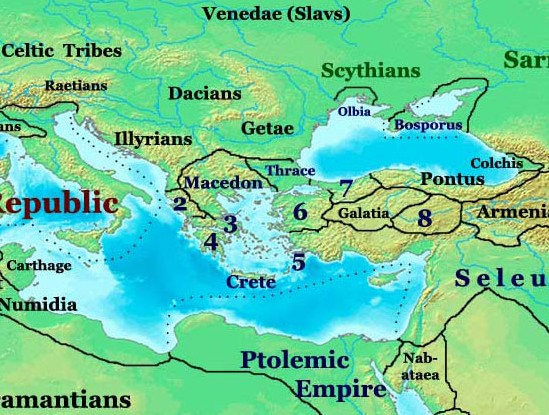
Ориентировочный ареал проживания гетов около 200 года до н. э.

В первом десятилетии III века до н. э. Лисимах предпринял ряд попыток подчинить племена гетов. Ареал проживания гетов, как и границы царства Дромихета, с которым воевал Лисимах, достоверно неизвестен. По одной версии, геты проживали в районе современных Бессарабии и/или Валахии в руслах Дуная и Днестра от Осыма до побережья Чёрного моря. По другой, речь шла исключительно об области Добруджи. Главным фактором консолидации гетов в единое государственное образование под верховной властью Дромихета была экспансия македонян. Несмотря на то, что античные историки единодушно называли Дромихета царём, его власть не была единоличной. Дромихет не мог принимать важные решения самостоятельно и был обязан согласовывать их со всем племенем.
В античных источниках приведены самые разнообразные детали противостояния Лисимаха и Дромихета из чего современные историки делают вывод о нескольких походах македонян против гетов. Мотивы македонян начать завоевательный поход против гетов неизвестны. Возможно, после подчинения одрисов, Лисимах хотел завершить покорение Фракии. Первый поход, который возглавил сын Лисимаха Агафокл, датируют промежутком между 301 и 295 годами до н. э. В античных источниках приведено несколько версий относительно его деталей. Согласно одной из них, Агафокл попал в плен к гетскому царю Дромихету. По версии Павсания, Лисимах был вынужден заключить мирный договор, а также отдать часть территорий в обмен на свободу сына. Диодор Сицилийский связывал освобождение Агафокла с широким жестом гетов, которые «уже не надеялись, что смогут одержать верх войне» таким образом предполагали изменить намерения Лисимаха, заключить мир и вернуть ряд утраченных земель.
Следующий поход против Дромихета возглавил между 294 и 291 годами до н. э. сам Лисимах. Эта военная экспедиция также закончилась провалом. Античные источники приводят различные детали похода. В изложении Полиэна, стратег Дромихета Севт якобы перебежал к Лисимаху, после чего завёл его войско, которое насчитывало около 100 тысяч человек, в безводную и пустынную местность. Согласно Полиэну, Лисимах в ходе этого похода погиб. Данный фрагмент предполагает различные оценки. По мнению С. Ю. Сапрыкина, Севт был представителем одрисской знати, возможно даже сыном местного царя Севта III, которая отказалась признать верховную власть македонян и перешла на службу к Дромихету. Указание Полиэна о гибели Лисимаха является явной ошибкой античного автора. П. Делев отмечал, что число в 100 тысяч воинов явно завышено, однако не вызывает сомнение их значительное количество.
Страбон писал, что Лисимах попал в плен, однако ему удалось спастись благодаря «великодушию варвара». В изложении античного историка, Дромихет указал пленному Лисимаху на бедность своего племени, главным богатством которого является их независимость. После этого он посоветовал пленнику не воевать, а поддерживать мир с подобными племенами и отпустил его домой. В изложении Плутарха, Лисимах сдался гетам, «вынужденный жаждой». После первого глотка воды в плену он сказал: «Позор моему ничтожеству: ради столь краткого удовольствия потерял я столь огромное царство». Наиболее полная версия с описанием действий Дромихета и Лисимаха приведена у Диодора Сицилийского. После того как войско македонян оказалось в пустынной местности друзья Лисимаха советовали ему спастись одному, на что тот ответил отказом. После попадания Лисимаха в плен Дромихет стал оказывать ему знаки гостеприимства. Пленника доставили в город Гелиаду. Во время военного собрания часть гетов потребовали казни Лисимаха. Дромихет, напротив, считал, что смерть пленного царя гетам невыгодна. По его мнению, вместо Лисимаха македоняне изберут нового царя, который, возможно, будет для них более опасным. С. Ю. Сапрыкин подчёркивал, что на тот момент царству Лисимаха угрожало поглощение со стороны Македонии, которой правил Деметрий Полиоркет. Создание единого македоно-фракийского царства не соответствовало интересам гетов. Для них было выгодным продолжение непрерывных войн диадохов, что устраняло бы угрозу их завоевания со стороны наследников Александра Македонского. Сохранив Лисимаху жизнь, Дромихет ожидал возврата занятых македонянами крепостей, а также заключение выгодного для гетов мира. Диодор Сицилийский передаёт легенду, о том как Дромихет устроил пир. Для своих соплеменников он приказал расстелить грубые циновки и поставить деревянные столы, в то время как для македонян — серебряные столы со множеством изысканных греческих блюд и вином в золотых и серебряных сосудах. На вопрос Дромихета: «Какой стол лучше — македонян или фракийцев», Лисимах ответил — «Конечно же стол македонян!» «Почему же тогда», спросил Дромихет: «оставив такой образ действий, великолепный образ жизни, а также наиболее славное царство, ты желаешь пребывать среди людей, являющимися варварами и ведущими звериное существование, и суровую землю, лишённую выращиваемого зерна и плодов? Почему ты стараешься идти против природы, приведя армии в такое место, как это, где ни одно иноземное войско не сможет выжить в открытом месте?» Лисимах признал свою ошибку и принял все условия Дромихета. Границей между их государствами становился Дунай. Также Дромихету в жёны была отдана одна из дочерей Лисимаха. По одной версии, это произошло после пленения Агафокла, по другой — Лисимаха.
По версии Павсания, выкупом Лисимаха из плена занимался его сын Агафокл, который за несколько лет до этого также побывал в гетском плену. Мемнон Гераклейский писал, что вместе с Лисимахом в плен попал также тиран Гераклеи Понтийской Клеарх. Впоследствии Дромихет также освободил и этого пленника при заступничестве Лисимаха. Пример Дромихета, который так мягко обошёлся с пленным Лисимахом, впечатлил античных историков. История обросла легендами и стала символом настоящего царского жеста.

### Борьба за македонский престол
Македония располагалась на западе от фракийских владений Лисимаха. Вскоре после назначения правителем Фракии Лисимах заключил династический брак с дочерью наместника Македонии Антипатра Никеей. После смерти Антипатра началась Вторая война диадохов, в ходе которой к власти в Македонии пришёл сын Антипатра Кассандр. В источниках отсутствуют какие-либо данные о конфликтах между двумя правителями. Более того, вплоть до смерти Кассандра в 297 году до н. э. Лисимах выступал в качестве его союзника. Предположительно, между 297 и 294 годами до н. э., дочь Лисимаха от Никеи Эвридику выдали замуж за сына Кассандра Антипатра I.
В 294 году до н. э. Антипатр I, согласно античной традиции, убил свою мать Фессалонику. За этим последовала борьба за власть в Македонии. Брат Антипатра I Александр V обратился за помощью к эпирскому царю Пирру и военачальнику Деметрию Полиоркету. Взамен за помощь в восстановлении Александра на престоле, Пирр потребовал от него территориальных уступок. Плутарх передаёт легенду о встрече Пирра, Антипатра и Лисимаха. Согласно ей, Антипатр обратился за помощью к своему тестю Лисимаху. Лисимах, хоть и хотел помочь зятю, был занят войной с гетами и не мог противостоять войску эпирского царя. Тогда он отправил Пирру подложное письмо от имени Птолемея с требованием прекратить войну с Антипатром, взяв у того тридцать талантов. Согласно Плутарху, Пирр понял, что письмо подложное, так как вместо обычного обращения «Отец приветствует сына» там стояло «Царь Птолемей приветствует царя Пирра». Однако он встретился с Лисимахом и Антипатром и был готов заключить мир, но неблагоприятные знаки во время жертвоприношения, которые прорицатель трактовал как близкую смерть одного из царей, заставили Пирра отказаться от принесения клятв, скреплявших любой договор.
Согласно античным источникам, Деметрий Полиоркет прибыл со своими войсками, когда Александр уже в нём не нуждался. По образному выражению Павсания, с помощью Деметрия Александр не только изгнал брата-матереубийцу, «но оказалось, что в Деметрии он нашёл себе убийцу, а не союзника». После убийства Александра Деметрий захватил власть в Македонии. После утверждения он потребовал те восточные части Македонии, которые оставались под властью Антипатра и/или его тестя Лисимаха. В изложении Юстина, «Лисимах, который … вёл тяжёлую войну с фракийским царём Дромихетом, чтобы ему не пришлось одновременно воевать и с Деметрием, уступил Деметрию ту часть Македонии, которой ранее правил зять его Антипатр, и заключил с Деметрием мир».
Н. Хаммонд привёл собственную реконструкцию событий. По мнению историка, Пирр получил от Александра V большие территории и помог ему утвердиться в западной части Македонии. При его содействии, которое стоило Антипатру I больших денег, между братьями был заключён мирный договор. Через некоторое время Деметрий Полиоркет без особых трудностей захватил владения Александра V, объявил себя царём Македонии, после чего ультимативно потребовал у Лисимаха не препятствовать ему захватить владения Антипатра I и воссоединить Македонию. Лисимах, который вёл тяжёлую войну с гетами, был вынужден согласиться с тем, что его зять потерял остатки своих владений. Д. Ромм предположил, что Антипатр I после ухода войск Пирра с помощью Лисимаха вернул себе власть. По мнению историка, он мог договориться с братом о возобновлении соправления, после чего Деметрий убил Александра, захватил Македонию и заставил Антипатра I вновь бежать к Лисимаху.
Около 288 года до н. э. Лисимах, Птолемей I Сотер и Селевк заключили направленный против Деметрия союз. Весной 287 года до н. э. Лисимах вторгся в Македонию и с помощью своих агентов внутри города захватил Амфиполь. Когда Деметрий отправился навстречу Лисимаху, то в войну вступил Пирр. Эпирский царь вторгся в оставшуюся без защиты Нижнюю Македонию и захватил Берою. Деметрий вначале развернул войска, однако затем, осознав бесперспективность борьбы, бежал. Македония была разделена между Пирром и Лисимахом по реке Аксий.
Вскоре после бегства из Македонии Деметрий Полиоркет при поддержке Птолемея вторгся в принадлежавшие Лисимаху Лидию и Карию в Малой Азии. Против Деметрия было отправлено войско под командованием старшего сына Лисимаха Агафокла, который вынудил того отступить во внутренние области Фригии, а затем в Мидию и Армению. Перекрыв перевалы через Таврские горы, Агафокл запер основные силы Деметрия в Киликии, тем самым определив его дальнейшую судьбу — поражение от Селевка. В противостоянии двух военачальников Агафокл победил не на поле сражения, а за счёт того, что сумел отрезать войско противника от его владений и баз тылового обеспечения. Более того, Агафокл не стремился лично одержать победу над известным и прославленным военачальником того времени. Изгнав противника из земель своего отца во владения Селевка, он счёл свою задачу выполненной.
В 285 году до н. э. после поражения Деметрия Полиоркета в Сирии, Лисимах, избавленный от постоянной заботы, двинулся наконец на эпирского царя Пирра, который стоял лагерем под Эдессой, городе в Средней Македонии. Сперва он напал на обозы Пирра, подвозившие продовольствие, захватил их и этим вызвал голод в войске. Затем Лисимах склонил знатнейших македонцев к измене, пристыдив их за то, что они поставили над собой чужеземца (то есть эпирота Пирра), а друзей и ближайших соратников Александра изгнали из Македонии. Когда многие склонились к уговорам Лисимаха, Пирр с войсками эпиротов и союзников покинул лагерь. Лисимах не преследовал противника, дав ему спокойно уйти в Эпир. Таким образом Лисимах стал македонским царём, сохранив за собой Фракию и Малую Азию.
Вскоре, около 284 года до н. э. Лисимах захватил Пеонию, область Верхней Македонии, которая представляла собой отдельное царство. Полиэн привёл некоторые детали этого события. Согласно античному историку, Лисимах вызвался сопроводить сына умершего царя Авдолеонта Аристона в Пеонию. После торжественной коронации, которая сопровождалась омовением в Астибе, во время пира Лисимах подал знак своим воинам. Аристон смог спастись бегством, а Пеония была присоединена к владениям Лисимаха. В данной античной стратагеме мог найти отображение факт помощи со стороны Лисимаха при воцарении Аристона со скорым смещением последнего вследствие недостаточной лояльности.

### Казнь Агафокла. Война с Селевком I Никатором. Гибель
После получения власти в Македонии в 285 году до н. э. Лисимах находился на пике своего могущества. Однако «при дворе фракийского монарха царила совсем не идиллическая атмосфера». В 287 году до н. э. Лисимах приказал убить своего зятя Антипатра, а дочь Эвридику бросил в темницу. В 283/282 году до н. э. Лисимах приказал убить своего старшего сына Агафокла. Античные историки передают разные версии относительно обстоятельств его гибели. Согласно Юстину, Лисимах по наущению молодой супруги Арсинои приказал отравить сына, а затем начал репрессии против сочувствовавших Агафоклу лиц. Павсаний утверждал, что убийство Агафокла организовала Арсиноя, которая хотела обеспечить наследование престола своим детям. Согласно данной версии, Лисимах на тот момент не контролировал ситуацию, так как «был доведён до крайности, лишившись всех своих друзей». Аппиан ограничился утверждением «Лисимах убил своего сына Агафокла», а Страбон — «Лисимах под тяжестью семейных несчастий был вынужден убить своего сына Агафокла». Мемнон Гераклейский объединил несколько версий. Согласно данному автору, «Лисимах, следуя коварным планам Арсинои, по бесстыднейшему обвинению губит лучшего и старшего из своих сыновей — Агафокла (рождённого в первом браке), которого он сначала пытался умертвить тайным снадобьем, но тот предусмотрительно извергал его. Тогда, бросивши Агафокла в тюрьму, Лисимах приказывает его убить, ложно обвинив в заговоре против себя. Птолемей, который собственноручно исполнил это преступление, был братом Арсинои, за свою грубость и резкость он носил прозвище Керавн». Х. Хайнен при анализе античных источников отмечал, что для брата Арсинои Птолемея Керавна, который жил при дворе Лисимаха, не было никакой выгоды от гибели Агафокла. На этом основании историк предположил, что в тексте Мемнона содержится ошибка, а непосредственным убийцей Агафокла мог быть сын Лисимаха от Арсинои Птолемей Эпигон.
Возможно, речь шла о противостоянии наследника престола и его мачехи, чьим главным желанием было обеспечить трон своим детям, которое закончилось казнью Агафокла. Х. Лунд подчёркивает, что ситуация, которая привела к гибели Агафокла, обросла слухами и легендами. Одна из них напоминает сюжет античных мифов и трагедий о Федре, в которых мачеха полюбила своего пасынка Ипполита. После того как пасынок её отверг, Федра оговаривает Ипполита перед отцом Тесеем, что приводит к детоубийству. Данная версия, которая зафиксирована у Мемнона и Павсания, по мнению историка, является недостоверной. Одновременно, по мнению Х. Лунд, Арсиноя могла способствовать возникновению трений и разногласий между Лисимахом и Агафоклом, однако она не обладала достаточным влиянием, чтобы заставить царя принять то или иное решение. В то же время Арсиноя являлась сестрой взошедшего незадолго до описываемых событий царя Египта Птолемея II, что должно было существенно повысить её статус и влияние при дворе Лисимаха. Историки не исключают неудавшийся и вовремя раскрытый заговор по свержению Лисимаха, возможно, даже с привлечением внешних сил. Это объясняет казнь Агафокла, которому за несколько лет до описываемых событий доверяли руководство войсками, а также бегство к Селевку ряда представителей как царской семьи, так и местной аристократии.

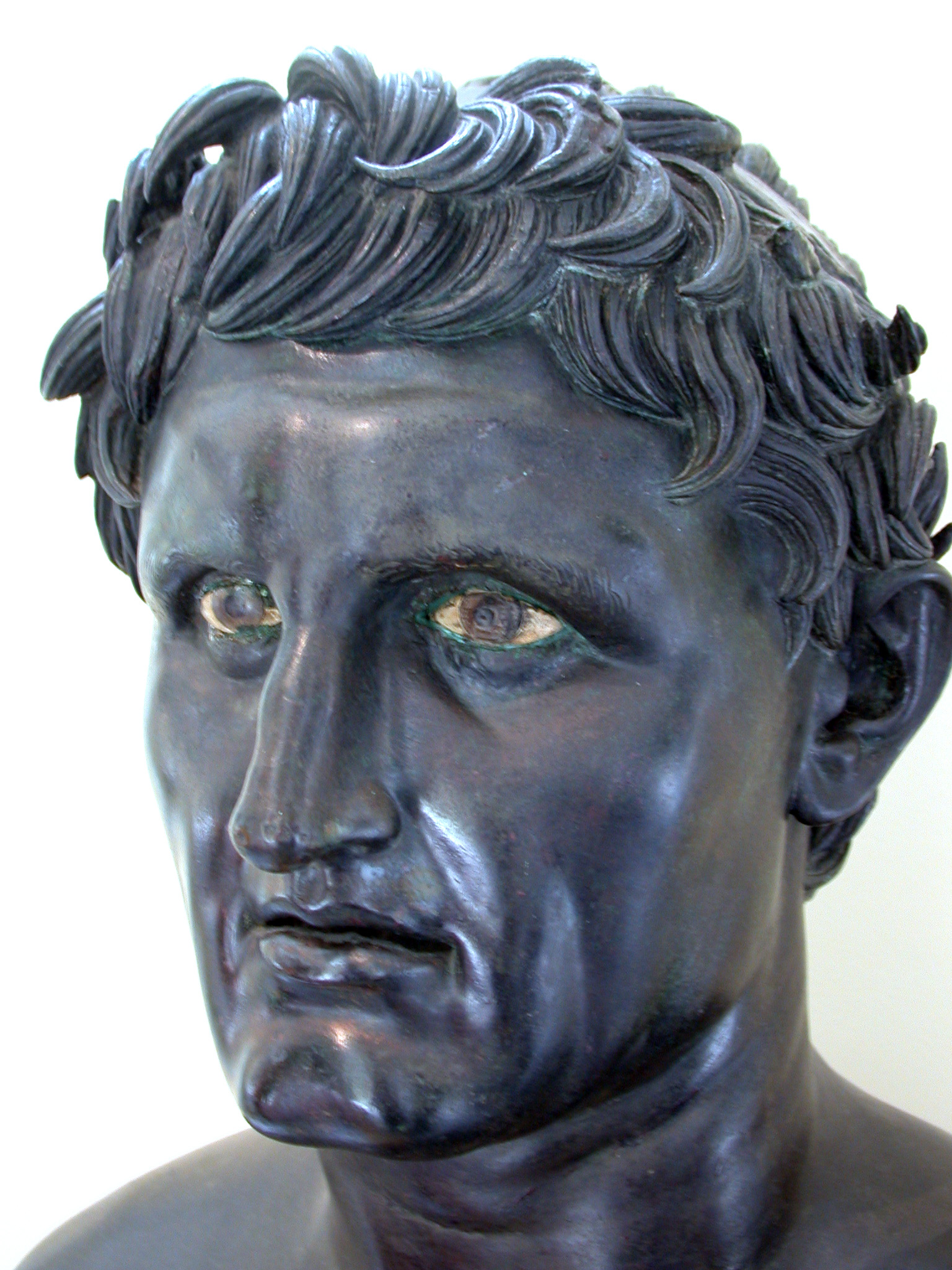
Бронзовая копия изображения Селевка с греческого оригинала

Вдова Агафокла Лисандра вместе с детьми бежала к Селевку. Убийство Агафокла вызвало раскол в царском доме Лисимахидов, среди беглецов к Селевку оказался царский сын Александр, а также Птолемей Керавн. Из знаковых влиятельных беглецов историки выделяют хранителя казны и основателя династии Атталидов Филетера.
Селевк не преминул воспользоваться расколом при дворе Лисимаха и вступил в войну. Многие её детали неизвестны. Лисимах собрал войско, с которым пересёк Геллеспонт и постарался восстановить контроль над отложившимися землями. Однако вторжение Селевка вынудило его отступить. Зимой 281 года до н. э. состоялось решающее сражение при Курупедионе в Геллеспонтской Фригии, детали которого неизвестны. Согласно античным авторам, престарелый Лисимах погиб с оружием в руках от копья некоего Малакона из Гераклеи. Согласно Аппиану, к тому моменту, как на поле боя обнаружили мёртвого Лисимаха, его тело успело разложиться, и Александр смог его опознать благодаря верному псу Лисимаха, который сторожил труп и отгонял мародёров и стервятников. По желанию вдовы Агафокла Лисандры тело её мужа долгое время оставался непогребённым. Сын Лисимаха Александр с трудом выпросил тело отца. В то же время Аппиан приводит и альтернативную версию, в которой труп диадоха нашёл и захоронил некий Торак из Фарсалы. Александр предал тело отца погребению в Лисимахии Фракийской. Могилу Лисимаха можно было увидеть ещё во времена Павсания (II век). Хелен Лунд указывала, что события, связанные со смертью Лисимаха, похожи на легенду и литературную условность. Эпизод с выпрашиванием Александром тела отца напоминает историю с погребением Полиника или аргивских воинов в «Просительницах» Еврипида. Рассказ о преданном псе напоминает историю о собаке Ксантиппа и другие подобные истории, которые были популярными среди римских писателей.
Большая часть азиатских владений Лисимаха вошли в державу Селевкидов, а власть во Фракии и Македонии вскоре захватил Птолемей Керавн.

## Держава Лисимаха

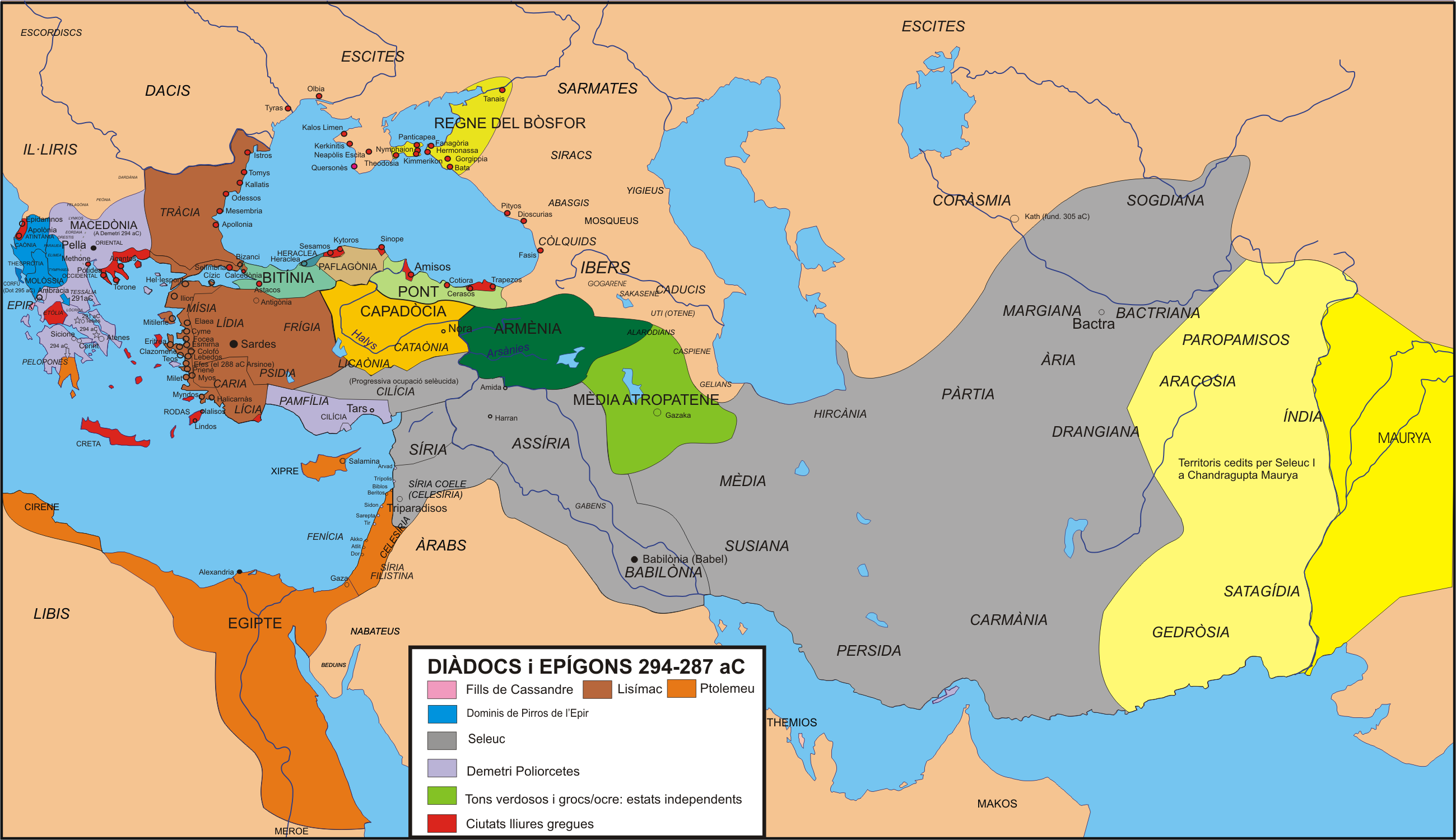
Ориентировочные границы державы Лисимаха к 287 году до н. э.

В начале своего правления во Фракии власть Лисимаха распространялась лишь на прибрежные районы: на Эгейском море — до реки Стримон, на Понте Эвксинском — до Истра. Эти земли населяли преимущественно греки и эллинизированные фракийцы. Центром державы был Херсонес Фракийский. Хоть контролируемые Лисимахом земли и обладали развитой торговой сетью и имели золотые рудники, его владения, по сравнению с землями других диадохами, были небольшими и небогатыми. По образному выражению Плутарха, Лисимах «завладел жалкой Фракией, этим захолустьем Александрова царства». Незадолго до принятия царского титула Лисимах основал на Херсонесе Фракийском новую столицу, которую в свою честь назвал Лисимахией. Впоследствии в промежутке между 287 и 281 годами до н. э. была основана ещё одна Лисимахия в Этолии. Оба эти города впоследствии были разрушены и на сегодняшний момент не существуют.
В течение нескольких десятилетий Лисимах был занят упрочением своей власти во внутренних районах Фракии. В первые два десятилетия после получения власти Лисимах воевал против фракийцев, придунайских скифов, гетов и бунтовавших греческих полисов. До 302 года до н. э. Лисимах не был задействован в масштабных, характерных для войн диадохов, военных кампаниях, что дало возможность аккумулировать значительные денежные средства и собрать большое войско. Армия Лисимаха на тот момент насчитывала не менее 25 тысяч пеших воинов и всадников. С этим войском он участвовал в Четвёртой войне диадохов против Антигона I Одноглазого.
В 301 году до н. э. после гибели Антигона и завершения Четвёртой войны диадохов Лисимах значительно увеличил свои владения. Под его контроль перешёл весь запад Малой Азии с богатыми прибрежными греческими городами, что превратило «слабейшее из всех государств диадохов», в одно из наиболее могущественных в Средиземноморье. Вскоре, в 295 году до н. э., войска Лисимаха заняли также важный город на побережье Эгейского моря Эфес, которым до этого владел Деметрий Полиоркет.
В 287 году до н. э. при разделе Македонии с Пирром Лисимах присоединил к своей державе Мигдонию — область Македонии к востоку от реки Аксий, а в 285 году до н. э. — всю Македонию. Под конец своего царствования в державе Лисимаха стал формироваться его культ. В городах в его честь устанавливали статуи. Возможно, античные свидетельства о единоборстве Лисимаха со львом и близости к Александру Македонскому являются отголоском официальной пропаганды, которая стремилась представить царя полубогом и законным наследником македонских царей.
Лисимах к концу жизни стал не только правителем одного из самых могущественных государств Средиземноморья, но и одним из богатейших людей своего времени. Согласно Страбону, лишь в одной сокровищнице в Пергаме, которой управлял Филетер к 281 году до н. э., находилась громадная сумма в 9 тысяч талантов. Таких сокровищниц у Лисимаха было несколько. Античные историки, кроме пергамской, упоминают сокровищницы в Сардах и Калиакре. А. Андреадес предполагал, что часть богатств Лисимаха также хранилась в столице Лисимахии и в какой-то из македонских крепостей. Накопление таких сокровищ, кроме разумной финансовой политики, могло быть следствием развития торговли и контроля над торговыми путями из Чёрного в Эгейское море, высоких налогов и получения крупной военной добычи в ходе многочисленных походов

## Семья
Династия Лисимаха, несмотря на наличие у него нескольких жён и множества детей, оказалась недолговечной. Юстин писал: «Лисимах, который ещё ранее потерял вследствие разных причин пятнадцать из своих детей, … завершил своей гибелью гибель своей семьи». Это стало следствием неопределённости наследования среди детей Лисимаха, а также множества семейных конфликтов.
Для македонских аристократов соответствующей эпохи была характерна полигамия. Однако у историков нет оснований утверждать, что Лисимах был многожёнцем. Возможно, речь шла о серии браков после разводов или смертей предыдущих жён. В сохранившихся источниках приведены имена трёх жён и семи детей, хоть таковых, как жён, так и потомков, могло быть значительно больше.

### Никея и её потомство
Первым браком Лисимах, в возрасте от 30 до 40 лет, женился на дочери наместника Македонии Антипатра Никее. Брак носил явный династический характер и состоялся в 320/319 году до н. э. По одной из версий, таким образом Антипатр обеспечил нейтралитет Лисимаха во время Первой войны диадохов против регента Македонской империи Пердикки. По другой версии, Никею выдали замуж за Лисимаха уже после поражения Пердикки во время очередного передела империи в Трипарадисе.
В браке с Лисимахом Никея родила по меньшей мере трёх детей — Агафокла, Эвридику, которую назвали в честь сестры Никеи, и Арсиною. Лисимах переименовал в честь супруги столицу Вифинии Антигонию. На данный момент город находится на территории Турции и называется Изник.
Судьба всех троих детей Никеи была несчастливой. Агафокл, хоть и был старшим сыном Лисимаха, а также его наследником, которому царь поручал командование войсками, был казнён в 283/282 году до н. э. Согласно античным историкам, был убит вследствие козней своей мачехи Арсинои.
В промежутке между 297 и 294 годами до н. э. Эвридику выдали замуж за двоюродного брата по материнской линии царевича или царя Македонии Антипатра I. После того как Антипатр I в 294 году до н. э. потерял власть, Эвридика вместе с супругом нашла убежище у отца. При дворе Лисимаха она проживала с мужем до 287 до н. э. В изложении Юстина, «Лисимах убил своего зятя Антипатра, который обвинял тестя в том, что вследствие его коварства он потерял македонский царский престол; свою дочь Эвридику, которая поддерживала эти обвинения, Лисимах заключил в темницу». Возможно, к такому суровому наказанию Эвридики была причастна молодая жена Лисимаха Арсиноя, которая могла видеть в падчерице угрозу для своей власти. Дальнейшая судьба Эвридики достоверно неизвестна. Она могла умереть в заточении, стать пешкой в очередной политической игре. Согласно предположению В. Хеккеля, Эвридика умерла до прихода к власти Птолемея Керавна в 281 году до н. э., так как в другом случае новый царь не преминул бы использовать брак с дочерью Лисимаха для легитимизации своих претензий на царский престол.
В промежутке между 285 и 281 годами до н. э. Арсиною выдали замуж за сына Птолемея I и наследника престола Птолемея II. Свадьба детей двух монархов ознаменовывала заключение направленного против Селевка союза. В этом браке Арсиноя родила трёх детей — Птолемея, Лисимаха и Беренику. Через некоторое время Арсиною обвинили в заговоре и отправили в изгнание в Коптос.
Существует предположение, что у Никеи также была ещё одна дочь, которую Лисимах выдал замуж за правителя гетов Дромихета. Возможно, что в данном случае речь идёт о дочери Лисимаха от другой женщины.

### Амастрида

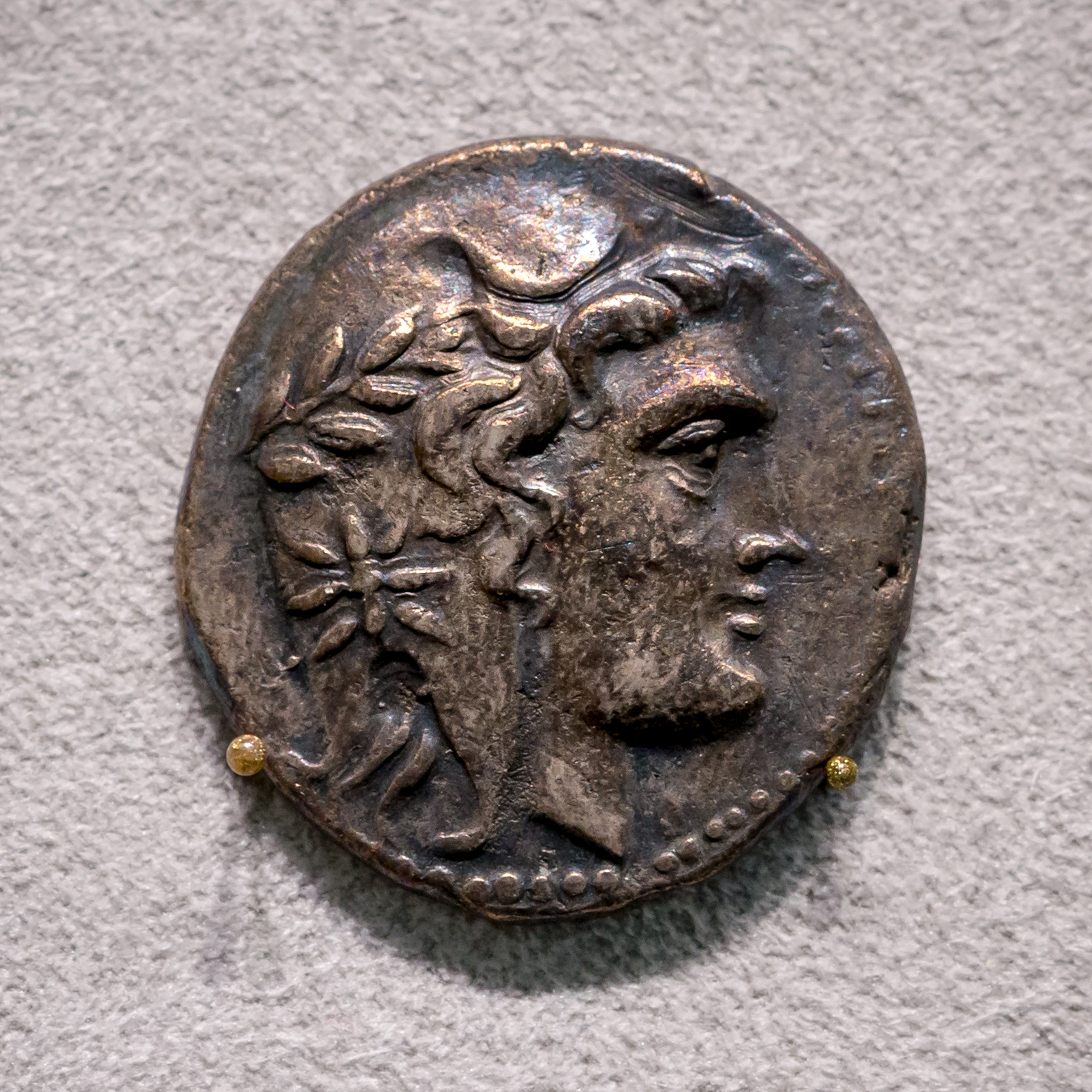
Изображение Амастриды на монете около 285 года до н. э.

В 302/301 году до н. э. Лисимах взял в жёны персидскую принцессу Амастриду. Она не только принадлежала к царской династии Ахеменидов и была племянницей Дария III, но и руководила Гераклеей Понтийской. На момент свадьбы Гераклея была для Лисимаха крайне важной базой на черноморском побережье, необходимой для ведения военных действий против Антигона. Также свадьба с принцессой из рода Ахеменидов легитимизировала его претензии на владения в Азии.
Став женой Лисимаха, Амастрида переехала в Сарды. Мемнон писал, что поначалу Лисимах искренне любил свою супругу, однако впоследствии в 300/299 году до н. э. развёлся, чтобы жениться на дочери правителя Египта Птолемея I Сотера Арсиное. По мнению Г. Берве, после окончательного поражения Антигона в битве при Ипсе 301 года до н. э. Гераклея утратила для Лисисмаха какое-либо стратегическое значение. Поэтому, хотя он и испытывал симпатию к Амастриде, политические соображения для Лисимаха оказались более значимыми чем личные предпочтения.
После развода Амастрида вернулась в Гераклею Понтийскую и основала город Амастриду на месте Сесама в устье реки Парфений. В новом городе она правила до 288 года до н. э., где даже чеканила монету с легендой «ΑΜΑΣΤΡΙΟΣ ΒΑΣΣΙΛΙΣΣΗΣ» («Амастрида царица»).
Согласно античной традиции, Амастрида передала власть в Гераклее Понтийской сыновьям Клеарху и Оксафру. Однако они не обладали талантами государственных деятелей. Несмотря на то, что Амастрида не дала им никакого повода для ненависти, сыновья пригласили мать в Гераклею и по пути приказали потопить корабль. Е. И. Леви считала, что Лисимах оставил в Гераклее воинский гарнизон. В этом контексте она предположила, что убийство Амастриды Клеархом и Оксафром могло быть одним из эпизодов попытки гераклеотов восстановить свою независимость.
В историографии существуют разные версии относительно времени смерти Амастриды. Её датируют промежутком между 289/288 и 281 годами до н. э. Лисимах отомстил убийцам своей бывшей супруги и казнил матереубийц. Месть Лисимаха убийцам Амастриды была лишь формальным поводом для подчинения богатой причерноморской области. Хотя он и сохранил формальную независимость Гераклеи, о подлинной самостоятельности государства не было и речи. Лисимах передал город Амастриду в управление своей новой жене Арсиное, которая поставила во главе Гераклеи Гераклида из Ким.

### Арсиноя и её потомство

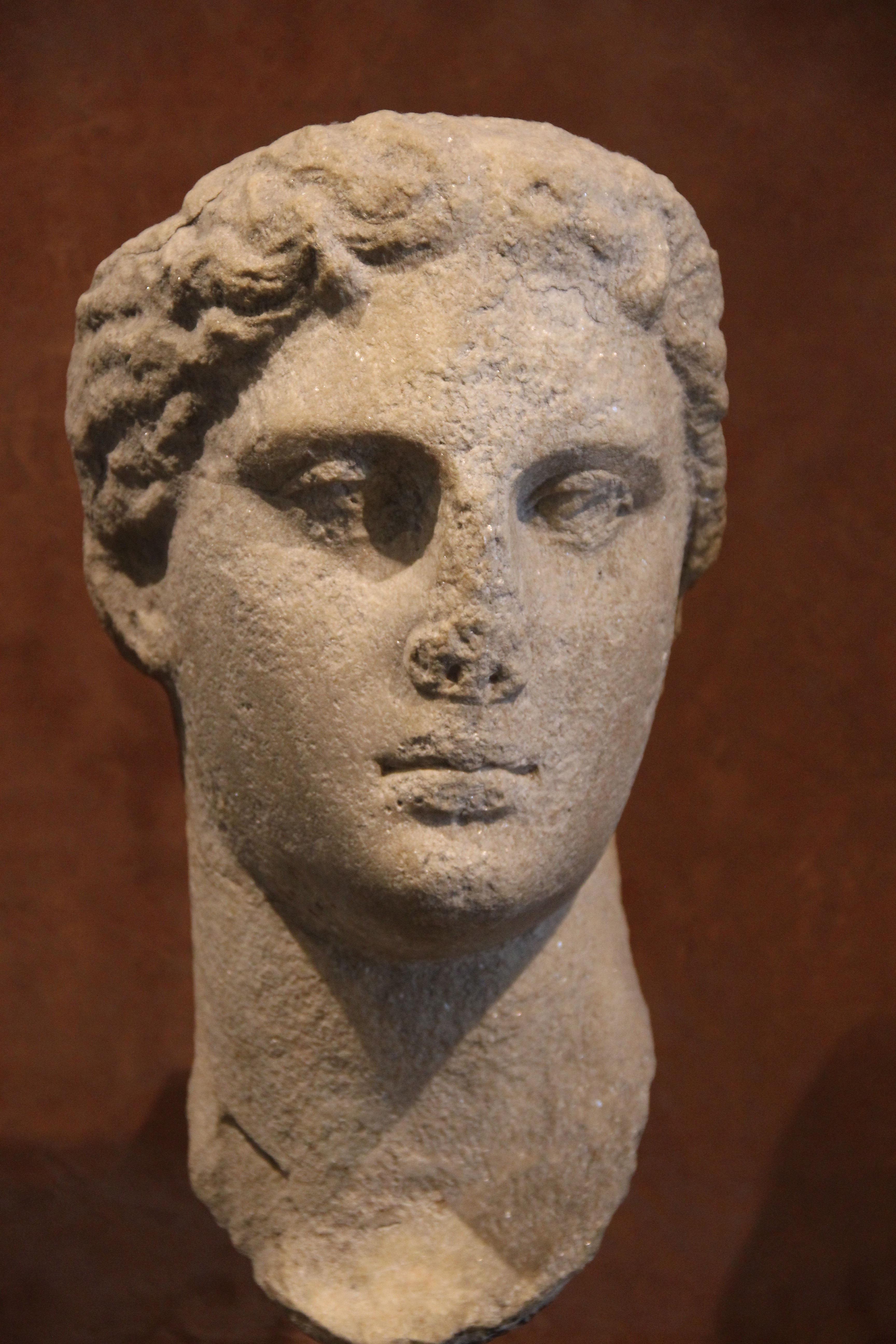
Голова Арсинои. III век до н. э. Лувр, Париж

Около 299 года до н. э. Лисимах заключил очередной династический брак с дочерью царя Египта Птолемея I Сотера Арсиноей. У неё родилось три сына — Птолемей (между 299 и 297 годами до н. э.), Лисимах (в 297 или 296 году до н. э.) и Филипп (в 294 или 293 году до н. э.).
После гибели Лисимаха в феврале 281 года до н. э. Арсиноя с детьми бежала в Кассандрию. Новый правитель Македонии Птолемей Керавн, чтобы захватить этот хорошо укреплённый город, решил прибегнуть к хитрости. Он предложил Арсиное стать его женой и пообещал управлять страной совместно с её сыновьями. В присутствии посла Арсинои Диона Птолемей Керавн поклялся в своих добрых намерениях в храме Зевса. В изложении Юстина, сыновья Арсинои Лисимах и Филипп «замечательные своей красотой, надев венцы, вышли навстречу Птолемею». Он вначале обнял их, однако как только занял крепость приказал убить мальчиков. Согласно античной легенде, мальчиков — шестнадцатилетнего Лисимаха и его брата, «который был на три года моложе» Филиппа — убили на груди матери. Предположительно, это событие произошло зимой 281/280 года до н. э.
Птолемей, сын Лисимаха, который не доверял дяде, на тот момент был вне Кассандрии, и, соответственно, сохранил жизнь. Он начал войну против Птолемея Керавна при поддержке дарданского царя Монуния, но сохранившиеся источники ничего об этой войне не сообщают. Вскоре в Македонию вторглись кельтские племена галатов, в битве с которыми погиб Птолемей Керавн. В последовавшем хаосе, по версии Диодора Сицилийского, Птолемей Эпигон на короткое время получил власть в Македонии.
Дальнейшая судьба Птолемея, сына Лисимаха, достоверно неизвестна. По одной из версий, он переехал в Египет, где при поддержке матери, ставшей женой царя Птолемея II, стал соправителем дяди. Впоследствии, он стал династом малоазиатского города Телмесс и основал местную правящую династию.

### Другие женщины Лисимаха
Отдельным вопросом в историографии является определение матери сына Лисимаха Александра. Полиэн называл его матерью племянницу Дария III — Амастриду, а Павсаний — некую одрисскую женщину. Статус связи Лисимаха с одрисской неясен, и у учёных нет единого мнения, были ли они женаты. Исследовательница Хелен Лунд считала, что брак был заключён как часть мирного договора между диадохом и одрисским царём Севтом III. Из двух известных договоров между правителями, в 323 и 313/312 годах до н. э., исследовательница считала более предпочтительным второй, указывая, что Александр впервые упоминается в источниках касательно кампании 282—281 годов до н. э. По одной из версий, матерью Александра могла быть сестра фракийского правителя Спартока из Кабиле. В таком случае, Александр мог поспособствовать возвышению дяди, лоббируя его интересы при дворе Лисимаха. Жена Севта III Береника, по мнению З. Арчибальд и С. Бурштейн, могла быть дочерью Лисимаха.
Около 311 года до н. э. Лисимах сватался к сестре Александра Македонского Клеопатре. Согласно образному выражению А. С. Шофмана, «вдовствующая сестра Александра … мечтала вступить в новый брак с преуспевающим, перспективным полководцем её брата и, таким образом, достигнуть господства в Македонии. Однако своё намерение Клеопатра не смогла осуществить, хотя каждый из полководцев её брата почитал за честь принять такое предложение, которое приблизило бы его к македонскому трону».

## Личность. Оценки
Восстановление особенностей личности Лисимаха представляет собой крайне сложную задачу из-за их скудного отображения в античных источниках. Зачастую античные свидетельства противоречивы, представляют собой анекдотические истории, зависят от положительного или отрицательного отношения к тому или иному поступку Лисимаха автором.
Лисимах представлен одновременно храбрым, просвещённым и в то же время жестоким правителем. Античные авторы, в качестве примера его доблести, приводили единоборство со львом из которого Лисимах вышел победителем. Юстин отмечал храбрость Лисимаха. Он утверждал, что тот получил власть над Фракией во время Вавилонского раздела Македонской империи после смерти Александа, так как был наиболее храбрым из всех приближённых умершего царя. По мнению македонян, из всех провинций Фракия была самой «дикой» и, соответственно, требовала управления самого храброго правителя. Храбрость Лисимаха, который продолжал, несмотря на преклонный возраст, лично участвовать в сражениях, подчёркивал Аппиан. Этот автор утверждал, что царь был высокого роста. При этом Лисимах не был исключительно военным. Он интересовался философией. Об этом свидетельствуют утверждения античных историков об учёбе Лисимаха у Каллисфена, а также индийского мудреца-гимнософиста Калана. Перед смертью Калан завещал ему своего коня. Не исключено, что в молодом возрасте он вместе с Александром учился у Аристотеля. Впоследствии, уже будучи царём, Лисимах пригласил к своему двору историка и писателя Онесикрита, а также комедиографа Филиппида, который вошёл в круг его ближайших друзей. Несмотря на увлечение философией, Лисимах был жестоким правителем. За непристойную шутку над его женой Арсиноей казнили Телесфора; несколько тысяч автариатов убили лишь потому, что, по мнению Лисимаха, они могли поднять восстание
Современные историки отмечают физическую силу, скромность и авторитарность Лисимаха, подверженность женскому влиянию. В качестве правителя Лисимах обладал необходимыми талантами военачальника, а также финансиста, который умел аккумулировать необходимые для ведения войн и реализации крупных строительных проектов ресурсы. Одновременно расчётливость Лисимаха, по мнению П. Делева, не переходила в скупость. Об этом свидетельствует крупная помощь, которую он оказал Родосу в 305 году до н. э. во время осады Деметрием Полиоркетом, создание новой столицы Лисимахии, крупные градостроительные проекты — перестройка Эфеса, Александрии Троадской и других городов. Античные источники, напротив, представляют фракийского царя скупердяем. Афиней приводит анекдот о том, как Лисимах решил напугать парасита, Бития подбросив ему в плащ деревянную фигурку скорпиона. Битий сначала подпрыгнул от испуга, однако, поняв, что это была шутка сказал: «Царь, я тоже могу испугать тебя. Дай мне талант!» Таким образом он, в изложении античного автора, пошутил над скупостью Лисимаха. Лисимах смог накопить огромные богатства. Плутарх передаёт анекдот о негодовании Лисимаха на определение его «казначеем» со стороны Деметрия Полиоркета, так как эту должность в античности преимущественно занимали евнухи. На этом основании А. Андреадес, как и античные авторы, считал Лисимаха скупым
Целеустремлённость правителя проявлялась в умении достигать поставленных целей, его проницательность — в создании крупного государства в непростых условиях войн диадохов. Негативные черты характера Лисимаха включали вероломство, интриганство, чрезмерную жажду власти. Мемнон утверждал, что в умении скрывать свои замыслы с помощью самых разнообразных уловок ему не было равных. Единственным из правителей, которого Лисимах искренне ненавидел, мог быть Деметрий Полиоркет. После того как тот попал в плен к Селевку, согласно античной традиции, Лисимах предлагал царю восточных владений Александра крупную сумму денег, чтобы тот убил пленника. По мнению А. С. Шофмана, Лисимаха отличали осторожность и умение выжидать момент. Несмотря на это, под конец жизни уже в престарелом возрасте он, по мнению историка, стал жертвой интриги со стороны своей молодой жены. Казнь сына и потенциального престолонаследника Агафокла в конечном итоге привела Лисимаха к гибели

## Монеты

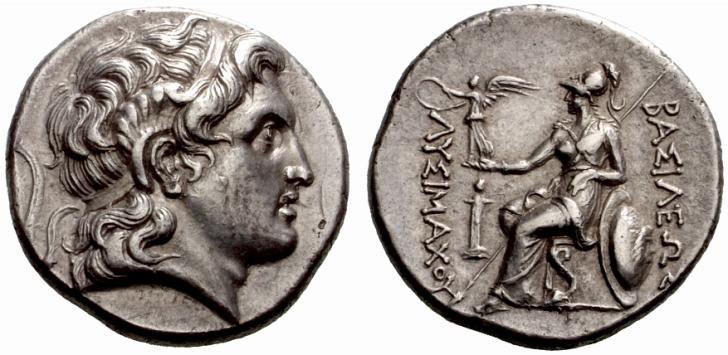
Серебряная тетрадрахма
царя Лисимаха

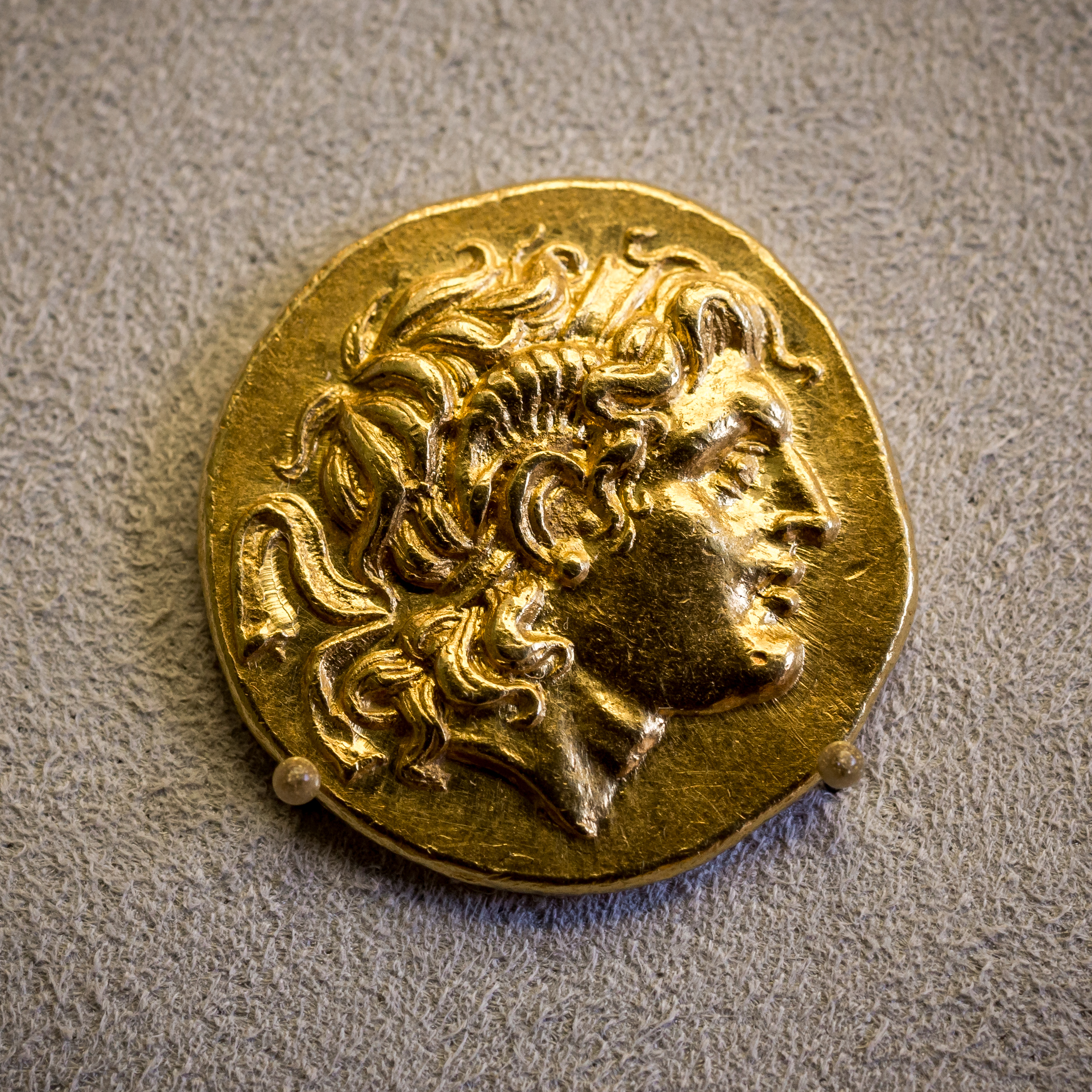
Статер Лисимаха с изображением Александра Македонского

В начале правления Лисимаха фракийские монеты повторяли монетные типы Александра Македонского. После принятия Лисимахом титула царя на них стала появляться легенда, подчёркивающая статус Лисимаха «Λ», «Λ» и факел, «Λ» и букраний, «ΒΑΣΙΛΕΩΣ ΛΥΣΙΜΑΧΟΥ».
При Лисимахе чеканили преимущественно серебряные монеты на монетных дворах Лисимахии, Лампсаке, Абидосе, Теосе, Колофоне, Магнесии-на-Меандре, Сардах и некоторых других городов. На аверсе был изображён Александр Македонский, которому, возможно, придавали некоторые внешние черты Лисимаха. На реверс
помещали сидящую Афину на ладони которой стояла фигурка богини победы Ники. Самым частым номиналом монет Лисимаха были серебряные тетрадрахмы, хотя также чеканили драхмы, золотые статеры, а также бронзовые разменные монеты с Афиной на аверсе и львом на реверсе.
Нумизматы отмечают превосходное качество чеканки монет Лисимаха. Благодаря этому они получили широкое распространение в Греции, Македонии, Фракии и Малой Азии.